# پتروس ماکیان
پتروس استپانی ماکیان (ارمنی: Պետրոս Ստեփանի Մակեյան؛ زادهٔ ۱۰ ژانویهٔ ۱۹۵۴) یک سیاستمدار اهل ارمنستان است که از تاریخ ۱۹۹۵ تا تاریخ ۱۹۹۹ سمت نمایندگی دوره اول مجلس ملی جمهوری ارمنستان را برعهده داشت.

## زندگی‌نامه
در ۱۰ ژانویه ۱۹۵۴ در پانیک به دنیا آمد و از دانشگاه دولتی شیراک و دانشگاه دولتی بایکال فارغ‌التحصیل شد. 